# 布拉德肖 (內布拉斯加州)
布拉德肖（英語：Bradshaw）是位於美國內布拉斯加州約克縣的村。

## 人口
根據2020年美國人口普查的數據，布拉德肖的面積為0.81平方千米，皆為陸地。當地共有人口273人，而人口密度為每平方千米337人。